# Список астероїдів (65701—65800)
| Назва                       | Тимчасове позначення | Дата відкриття    | Місце відкриття                         | Відкривач                          |
| --------------------------- | -------------------- | ----------------- | --------------------------------------- | ---------------------------------- |
| (65701) 1992 BY1            | 1992 BY1             | 30 січня 1992     | Обсерваторія Ла-Сілья                   | Ерік Вальтер Ельст                 |
| (65702) 1992 EK4            | 1992 EK4             | 1 березня 1992    | Обсерваторія Ла-Сілья                   | UESAC                              |
| (65703) 1992 EY4            | 1992 EY4             | 1 березня 1992    | Обсерваторія Ла-Сілья                   | UESAC                              |
| (65704) 1992 ED16           | 1992 ED16            | 1 березня 1992    | Обсерваторія Ла-Сілья                   | UESAC                              |
| (65705) 1992 GH3            | 1992 GH3             | 4 квітня 1992     | Обсерваторія Ла-Сілья                   | Ерік Вальтер Ельст                 |
| (65706) 1992 NA             | 1992 NA              | 1 липня 1992      | Обсерваторія Сайдинг-Спрінг             | Роберт Макнот                      |
| (65707) 1992 PY1            | 1992 PY1             | 8 серпня 1992     | Коссоль                                 | Ерік Вальтер Ельст                 |
| 65708 Ерліх (Ehrlich)       | 1992 RB1             | 4 вересня 1992    | Обсерваторія Карла Шварцшильда          | Ф. Бернґен, Лутц Шмадель           |
| (65709) 1992 RP1            | 1992 RP1             | 2 вересня 1992    | Обсерваторія Ла-Сілья                   | Ерік Вальтер Ельст                 |
| (65710) 1992 RT1            | 1992 RT1             | 2 вересня 1992    | Обсерваторія Ла-Сілья                   | Ерік Вальтер Ельст                 |
| (65711) 1992 RJ2            | 1992 RJ2             | 2 вересня 1992    | Обсерваторія Ла-Сілья                   | Ерік Вальтер Ельст                 |
| (65712) 1992 SJ17           | 1992 SJ17            | 24 вересня 1992   | Обсерваторія Карла Шварцшильда          | Ф. Бернґен, Лутц Шмадель           |
| (65713) 1992 UQ1            | 1992 UQ1             | 19 жовтня 1992    | Обсерваторія Кушіро                     | Сейджі Уеда, Хіроші Канеда         |
| (65714) 1992 VR             | 1992 VR              | 2 листопада 1992  | Обсерваторія Кушіро                     | Сейджі Уеда, Хіроші Канеда         |
| (65715) 1992 WV1            | 1992 WV1             | 16 листопада 1992 | Обсерваторія Кушіро                     | Сейджі Уеда, Хіроші Канеда         |
| 65716 Ohkinohama            | 1993 BZ2             | 25 січня 1993     | Обсерваторія Ґейсей                     | Тсутому Секі                       |
| (65717) 1993 BX3            | 1993 BX3             | 31 січня 1993     | Обсерваторія Сайдинг-Спрінг             | Роберт Макнот                      |
| (65718) 1993 FL             | 1993 FL              | 23 березня 1993   | Університетська обсерваторія Маунт-Джон | Алан Ґілмор, Памела Кілмартін      |
| (65719) 1993 FY17           | 1993 FY17            | 17 березня 1993   | Обсерваторія Ла-Сілья                   | UESAC                              |
| (65720) 1993 FN19           | 1993 FN19            | 17 березня 1993   | Обсерваторія Ла-Сілья                   | UESAC                              |
| (65721) 1993 FV28           | 1993 FV28            | 21 березня 1993   | Обсерваторія Ла-Сілья                   | UESAC                              |
| (65722) 1993 FY35           | 1993 FY35            | 19 березня 1993   | Обсерваторія Ла-Сілья                   | UESAC                              |
| (65723) 1993 FO45           | 1993 FO45            | 19 березня 1993   | Обсерваторія Ла-Сілья                   | UESAC                              |
| (65724) 1993 FV46           | 1993 FV46            | 19 березня 1993   | Обсерваторія Ла-Сілья                   | UESAC                              |
| (65725) 1993 FB52           | 1993 FB52            | 17 березня 1993   | Обсерваторія Ла-Сілья                   | UESAC                              |
| (65726) 1993 FL60           | 1993 FL60            | 19 березня 1993   | Обсерваторія Ла-Сілья                   | UESAC                              |
| (65727) 1993 FY70           | 1993 FY70            | 21 березня 1993   | Обсерваторія Ла-Сілья                   | UESAC                              |
| (65728) 1993 FD84           | 1993 FD84            | 26 березня 1993   | Обсерваторія Кітт-Пік                   | Spacewatch                         |
| (65729) 1993 JQ             | 1993 JQ              | 14 травня 1993    | Обсерваторія Ла-Сілья                   | Ерік Вальтер Ельст                 |
| (65730) 1993 LP1            | 1993 LP1             | 14 червня 1993    | Обсерваторія Сайдинг-Спрінг             | Роберт Макнот                      |
| (65731) 1993 OH6            | 1993 OH6             | 20 липня 1993     | Обсерваторія Ла-Сілья                   | Ерік Вальтер Ельст                 |
| (65732) 1993 OJ10           | 1993 OJ10            | 20 липня 1993     | Обсерваторія Ла-Сілья                   | Ерік Вальтер Ельст                 |
| (65733) 1993 PC             | 1993 PC              | 15 серпня 1993    | Обсерваторія Кітт-Пік                   | Spacewatch                         |
| (65734) 1993 PU4            | 1993 PU4             | 15 серпня 1993    | Коссоль                                 | Ерік Вальтер Ельст                 |
| (65735) 1993 QY3            | 1993 QY3             | 18 серпня 1993    | Коссоль                                 | Ерік Вальтер Ельст                 |
| (65736) 1993 QH7            | 1993 QH7             | 20 серпня 1993    | Обсерваторія Ла-Сілья                   | Ерік Вальтер Ельст                 |
| (65737) 1993 RE7            | 1993 RE7             | 15 вересня 1993   | Обсерваторія Ла-Сілья                   | Ерік Вальтер Ельст                 |
| (65738) 1993 RE9            | 1993 RE9             | 14 вересня 1993   | Обсерваторія Ла-Сілья                   | Анрі Дебеонь, Ерік Вальтер Ельст   |
| (65739) 1993 SG13           | 1993 SG13            | 16 вересня 1993   | Обсерваторія Ла-Сілья                   | Анрі Дебеонь, Ерік Вальтер Ельст   |
| (65740) 1993 TO10           | 1993 TO10            | 15 жовтня 1993    | Обсерваторія Кітт-Пік                   | Spacewatch                         |
| (65741) 1993 TB14           | 1993 TB14            | 9 жовтня 1993     | Обсерваторія Ла-Сілья                   | Ерік Вальтер Ельст                 |
| (65742) 1993 TY18           | 1993 TY18            | 9 жовтня 1993     | Обсерваторія Ла-Сілья                   | Ерік Вальтер Ельст                 |
| (65743) 1993 TY19           | 1993 TY19            | 9 жовтня 1993     | Обсерваторія Ла-Сілья                   | Ерік Вальтер Ельст                 |
| (65744) 1993 TR23           | 1993 TR23            | 9 жовтня 1993     | Обсерваторія Ла-Сілья                   | Ерік Вальтер Ельст                 |
| (65745) 1993 TT31           | 1993 TT31            | 9 жовтня 1993     | Обсерваторія Ла-Сілья                   | Ерік Вальтер Ельст                 |
| (65746) 1993 TX34           | 1993 TX34            | 9 жовтня 1993     | Обсерваторія Ла-Сілья                   | Ерік Вальтер Ельст                 |
| (65747) 1993 TE38           | 1993 TE38            | 9 жовтня 1993     | Обсерваторія Ла-Сілья                   | Ерік Вальтер Ельст                 |
| (65748) 1993 TS38           | 1993 TS38            | 9 жовтня 1993     | Обсерваторія Ла-Сілья                   | Ерік Вальтер Ельст                 |
| (65749) 1993 TT38           | 1993 TT38            | 9 жовтня 1993     | Обсерваторія Ла-Сілья                   | Ерік Вальтер Ельст                 |
| (65750) 1993 UV2            | 1993 UV2             | 20 жовтня 1993    | Обсерваторія Сайдинг-Спрінг             | Роберт Макнот                      |
| (65751) 1994 BM2            | 1994 BM2             | 19 січня 1994     | Обсерваторія Кітт-Пік                   | Spacewatch                         |
| (65752) 1994 CY10           | 1994 CY10            | 7 лютого 1994     | Обсерваторія Ла-Сілья                   | Ерік Вальтер Ельст                 |
| (65753) 1994 CZ17           | 1994 CZ17            | 8 лютого 1994     | Обсерваторія Ла-Сілья                   | Ерік Вальтер Ельст                 |
| (65754) 1994 CP18           | 1994 CP18            | 8 лютого 1994     | Обсерваторія Ла-Сілья                   | Ерік Вальтер Ельст                 |
| (65755) 1994 EW3            | 1994 EW3             | 8 березня 1994    | Фарра-д'Ізонцо                          | Фарра-д'Ізонцо                     |
| (65756) 1994 EO4            | 1994 EO4             | 5 березня 1994    | Обсерваторія Кітт-Пік                   | Spacewatch                         |
| (65757) 1994 FV             | 1994 FV              | 21 березня 1994   | Обсерваторія Сайдинг-Спрінг             | Ґордон Ґаррард                     |
| (65758) 1994 PG3            | 1994 PG3             | 10 серпня 1994    | Обсерваторія Ла-Сілья                   | Ерік Вальтер Ельст                 |
| (65759) 1994 PA4            | 1994 PA4             | 10 серпня 1994    | Обсерваторія Ла-Сілья                   | Ерік Вальтер Ельст                 |
| (65760) 1994 PD21           | 1994 PD21            | 12 серпня 1994    | Обсерваторія Ла-Сілья                   | Ерік Вальтер Ельст                 |
| (65761) 1994 RA             | 1994 RA              | 1 вересня 1994    | Фарра-д'Ізонцо                          | Фарра-д'Ізонцо                     |
| (65762) 1994 RG             | 1994 RG              | 4 вересня 1994    | Обсерваторія Санта-Лючія Стронконе      | Обсерваторія Санта-Лючія Стронконе |
| (65763) 1994 RC10           | 1994 RC10            | 12 вересня 1994   | Обсерваторія Кітт-Пік                   | Spacewatch                         |
| (65764) 1994 TH15           | 1994 TH15            | 13 жовтня 1994    | Обсерваторія Кійосато                   | Сатору Отомо                       |
| (65765) 1994 UR1            | 1994 UR1             | 25 жовтня 1994    | Обсерваторія Кушіро                     | Сейджі Уеда, Хіроші Канеда         |
| (65766) 1994 WG1            | 1994 WG1             | 27 листопада 1994 | Обсерваторія Оїдзумі                    | Такао Кобаяші                      |
| (65767) 1995 BZ11           | 1995 BZ11            | 29 січня 1995     | Обсерваторія Кітт-Пік                   | Spacewatch                         |
| (65768) 1995 DR6            | 1995 DR6             | 24 лютого 1995    | Обсерваторія Кітт-Пік                   | Spacewatch                         |
| 65769 Махалія (Mahalia)     | 1995 EN8             | 4 березня 1995    | Обсерваторія Карла Шварцшильда          | Ф. Бернґен                         |
| (65770) 1995 KF1            | 1995 KF1             | 28 травня 1995    | Обсерваторія Сан-Вітторе                | Обсерваторія Сан-Вітторе           |
| (65771) 1995 KQ3            | 1995 KQ3             | 25 травня 1995    | Обсерваторія Кітт-Пік                   | Spacewatch                         |
| (65772) 1995 MM1            | 1995 MM1             | 22 червня 1995    | Обсерваторія Кітт-Пік                   | Spacewatch                         |
| (65773) 1995 OQ2            | 1995 OQ2             | 22 липня 1995     | Обсерваторія Кітт-Пік                   | Spacewatch                         |
| (65774) 1995 OW3            | 1995 OW3             | 22 липня 1995     | Обсерваторія Кітт-Пік                   | Spacewatch                         |
| 65775 Рейкотоса (Reikotosa) | 1995 SO2             | 18 вересня 1995   | Обсерваторія Кума Коґен                 | Акімаса Накамура                   |
| (65776) 1995 SW3            | 1995 SW3             | 20 вересня 1995   | Обсерваторія Кітамі                     | Кін Ендате, Кадзуро Ватанабе       |
| (65777) 1995 SW25           | 1995 SW25            | 19 вересня 1995   | Обсерваторія Кітт-Пік                   | Spacewatch                         |
| (65778) 1995 SD33           | 1995 SD33            | 21 вересня 1995   | Обсерваторія Кітт-Пік                   | Spacewatch                         |
| (65779) 1995 SV50           | 1995 SV50            | 26 вересня 1995   | Обсерваторія Кітт-Пік                   | Spacewatch                         |
| (65780) 1995 TM1            | 1995 TM1             | 14 жовтня 1995    | Станція Сінлун                          | SCAP                               |
| (65781) 1995 TT1            | 1995 TT1             | 14 жовтня 1995    | Станція Сінлун                          | SCAP                               |
| (65782) 1995 UG             | 1995 UG              | 16 жовтня 1995    | Обсерваторія Наті-Кацуура               | Йошісада Шімідзу, Такеші Урата     |
| (65783) 1995 UK             | 1995 UK              | 17 жовтня 1995    | Яцука                                   | Хіросі Абе                         |
| (65784) 1995 UF4            | 1995 UF4             | 20 жовтня 1995    | Обсерваторія Наніо                      | Томімару Окуні                     |
| (65785) 1995 UC5            | 1995 UC5             | 26 жовтня 1995    | Коллеверде ді Ґвідонія                  | Вінченцо Касуллі                   |
| (65786) 1995 UV8            | 1995 UV8             | 28 жовтня 1995    | Обсерваторія Кітамі                     | Кін Ендате, Кадзуро Ватанабе       |
| (65787) 1995 UU14           | 1995 UU14            | 17 жовтня 1995    | Обсерваторія Кітт-Пік                   | Spacewatch                         |
| (65788) 1995 UJ20           | 1995 UJ20            | 19 жовтня 1995    | Обсерваторія Кітт-Пік                   | Spacewatch                         |
| (65789) 1995 UB24           | 1995 UB24            | 19 жовтня 1995    | Обсерваторія Кітт-Пік                   | Spacewatch                         |
| (65790) 1995 UT25           | 1995 UT25            | 20 жовтня 1995    | Обсерваторія Кітт-Пік                   | Spacewatch                         |
| (65791) 1995 UE45           | 1995 UE45            | 28 жовтня 1995    | Обсерваторія Кітамі                     | Кін Ендате, Кадзуро Ватанабе       |
| (65792) 1995 WJ1            | 1995 WJ1             | 18 листопада 1995 | Обсерваторія Оїдзумі                    | Такао Кобаяші                      |
| (65793) 1995 WS3            | 1995 WS3             | 21 листопада 1995 | Обсерваторія Клеть                      | Обсерваторія Клеть                 |
| (65794) 1995 WG27           | 1995 WG27            | 18 листопада 1995 | Обсерваторія Кітт-Пік                   | Spacewatch                         |
| (65795) 1995 WQ27           | 1995 WQ27            | 19 листопада 1995 | Обсерваторія Кітт-Пік                   | Spacewatch                         |
| (65796) 1995 XK1            | 1995 XK1             | 15 грудня 1995    | Обсерваторія Оїдзумі                    | Такао Кобаяші                      |
| (65797) 1995 YL             | 1995 YL              | 19 грудня 1995    | Обсерваторія Оїдзумі                    | Такао Кобаяші                      |
| (65798) 1995 YR6            | 1995 YR6             | 16 грудня 1995    | Обсерваторія Кітт-Пік                   | Spacewatch                         |
| (65799) 1995 YB10           | 1995 YB10            | 18 грудня 1995    | Обсерваторія Кітт-Пік                   | Spacewatch                         |
| (65800) 1995 YH25           | 1995 YH25            | 19 грудня 1995    | Обсерваторія Кітт-Пік                   | Spacewatch                         |